# Lyu Haotian
Lyu Haotian (n. 29 noiembrie 1997, Beijing, Republica Populară Chineză) este un jucător chinez de snooker și de biliard bila-9.  
A disputat finala Openului Indian din 2019. Nu a realizat breakul maxim niciodată. În aprilie 2019, se afla pe poziția 27 mondială aceasta fiind și cea mai bună clasare din carieră.
A acces pentru prima dată într-un turneu profesionist la vârsta de 14 ani. 